# افرايم هارت
افرايم هارت (بالإنجليزية: Ephraim Hart)‏ هو سياسي أمريكي، ولد في 27 ديسمبر 1774، وتوفي في 14 فبراير 1839. انتخب عضو مجلس ولاية نيويورك.